# Alma (Sibiu)
Alma es una comuna ubicada en el distrito de Sibiu, Rumania.

## Superficie
Posee una superficie de 37,62 kilómetros cuadrados.

## Demografía
Hasta 2021 la población era de 1692 habitantes, con una densidad de población de 44,98 habitantes por kilómetro cuadrado.